# Muong-Nong-Glas

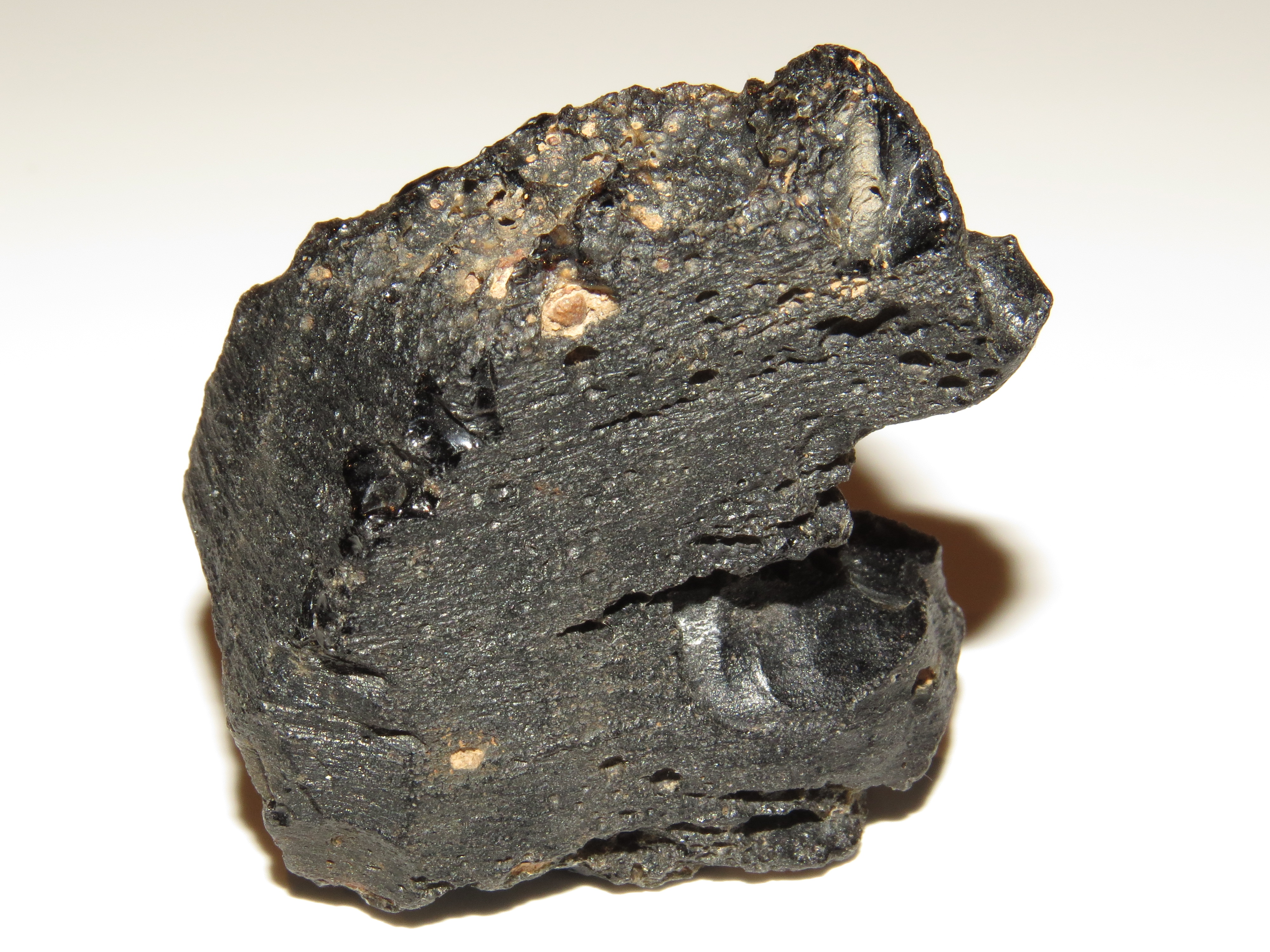
Muong-Nong-Glas, ca. 4 × 4 cm

Muong-Nong-Glas oder auch Muong-Nong-Tektit (benannt nach dem Ort seines ersten Auffindens in Laos) ist ein natürlich vorkommendes Glas, welches hauptsächlich in Südostasien in Thailand, Kambodscha, Vietnam, Laos und dem angrenzenden südlichen China (auf der Insel Hainan) gefunden wird. Muong-Nong-Gläser werden zu den Impaktiten und speziell üblicherweise zu den Tektiten gerechnet; allerdings weisen sie gegenüber den typischen Vertretern der Tektite einige Besonderheiten auf. Die Entstehungsweise dieser Gläser wird noch diskutiert.

## Vorkommen
Die oben aufgelisteten Hauptvorkommen befinden sich alle im nördlichen Abschnitt des sogenannten australasiatischen Streufelds, in dem neben den Muong-Nong-Gläsern auch zahlreiche Fundstellen für Tektite mit tropfenartiger Formgebung (Indochinite) bekannt sind. Teilweise treten beide Typen am selben Fundort auf.
Ein etwas abseits gelegenes Vorkommen von Muong-Nong-Gläsern in diesem Streufeld befindet sich auf den Philippinen.
Aus den anderen bekannten Tektiten-Streufeldern der Erde wurden nur sehr spärliche Funde von natürlichen Gläsern beschrieben, die aufgrund ihrer äußeren Merkmale als Muong-Nong-Tektite eingeordnet werden können.

## Erscheinungsformen
Die Gläser treten als unregelmäßige Blöcke von schwarzer Farbe und mit einer Masse von bis zu 20 kg auf. Sie weisen eine unregelmäßige Oberfläche auf und stellen – anders als alle übrigen Tektite – keine aerodynamisch oder tropfenartig geformten Körper dar. Bereits mit bloßem Auge ist erkennbar, dass die Gläser eine Schichtung aus hellen und dunklen Lagen im Millimeterbereich aufweisen. In manchen Stücken lassen diese Lagen eine Faltung erkennen. Auch sind eingeschlossene Gasblasen häufig, und mitunter sind auch Relikte eingeschlossener Mineralkörner des Ursprungsgesteins sichtbar. Alle diese Merkmale sind sonst für Tektite untypisch.

## Alter
Datierungen der australasiatischen Muon-Nong-Gläser mit der Kalium-Argon-Methode sowie der Spaltspurenmethode ergaben übereinstimmend ein Alter von 0,7 Millionen Jahren. Dieselben Alterswerte wurden auch für die Indochinite aus den dortigen Fundstellen bestimmt.

## Theorien zur Entstehung
Das gemeinsame Auftreten der Indochinite mit den Muong-Nong-Gläsern veranlasste zu der Annahme, beide Glasarten seien tektitischen Ursprungs, also beim Einschlag eines kosmischen Körpers auf der Erde entstanden, aber nicht in unmittelbarer Nähe des Einschlagsorts abgelagert worden. Während dies für die Indochinite als gesichert gilt (auch wenn der Einschlagsort bis heute nicht sicher identifiziert werden konnte), wurden bei den Muong-Nong-Gläsern aufgrund ihrer abweichenden Eigenschaften – insbesondere ihrer blockigen Form und ihrer Schichtung halber, für die es lange Zeit aus anderen Fundgebieten kein vergleichbares Material gab – auch andere Theorien zur Herkunft aufgestellt.
Eine Theorie besagt, dass die Muong-Nong-Gläser und die Indochinite zwei extreme Ausprägungen von durch Impaktmetamorphose beeinflusstem, irdischem Material darstellen, die aber dennoch auf dasselbe Impaktereignis im asiatischen Raum zurückgeführt werden können. Das Auftreten von Übergangsformen und die Übereinstimmung der Altersdaten sind Anhaltspunkte hierfür. Zudem wird darauf hingewiesen, dass auch bei anderen Einschlagskratern vergleichbare Übergänge von verschiedenen Impaktit-Formen finden würden. Der Zhamanshin-Krater in Kasachstan mit seinen geschichteten Impaktgläsern neben „tektitartigen“ Formen wird in diesem Zusammenhang häufig genannt.
Eine andere Theorie geht davon aus, dass die Muong-Nong-Gläser bei einem Airburst, der atmosphärischen Explosion eines kosmischen Körpers, bei der kein Einschlagskrater gebildet wurde, sondern die ganze Energie in der Atmosphäre freigesetzt wurde, gebildet worden wären. Ein solches Ereignis wäre dem Tunguska-Ereignis vergleichbar, nur dass die freigesetzte Energie um Größenordnungen höher gewesen sein müsste, um Gesteine oder Erde an der Oberfläche des Planeten zu schmelzen. Die Theorie hat in der Literatur positive Resonanz gefunden.